# Fritz von Bülow
Preben Fritz von Bülow (* 11. April 1933; † 1. Mai 1993) war ein dänischer Jazzgitarrist.
Bülow gehörte 1960 zu Otto Franckers Septet, das mit Robertino Loreti aufnahm; 1961 nahm er mit Poul Hindberg auf. Mit einer Gruppe um Finn Savery war er 1962 an dem Musical Teenager Love beteiligt. 1965 spielte er in der Danish Radio Jazz Group, wo er an Aufnahmen mit Sahib Shihab, mit Ray Pitts, mit Erik Moseholm und mit Finn von Eyben beteiligt war. Dann begleitete er Svend Asmussen & De Gode Gamle. Lange Jahre gehörte er zur Combo von Arne Astrup, für die er auch arrangierte; in seinen letzten Jahren spielte er auch im Quintett von Poul Hindberg. Die Saxophonistin Christina von Bülow ist seine Tochter.
Der Diskograph Tom Lord verzeichnete 23 Aufnahmen Bülows zwischen 1954 und 1993.

## Diskographische Hinweise
- Sahib Shihab and the Danish Radio Jazz Group (1965)
- Svend Asmussen Featuring Ulf Wakenius String Swing (1983, mit Peter Almqvist, Hugo Rasmussen, Bjarne Rostvold)
- Jørgen Svare Jazz Quintet Lost Friend (1993)
- Arne Astrup and his Swingin’ Septet Everything Goes (1993)